# Grace Banker
Grace D. Banker, née le 25 octobre 1892 à Passaic (États-Unis) et morte le 17 décembre 1960 à Scarsdale (États-Unis), est une opératrice téléphonique américaine durant la Première Guerre mondiale. Entre 1917 et 1918, elle est opératrice principale du Corps expéditionnaire américain (AEF), au sein du Corps des transmissions de l'armée des États-Unis. 
Elle dirige trente-trois opératrices téléphoniques, plus connues sous le nom de « Hello Girls ». À New York, elles sont affectées pour se rendre en France et exploiter les centraux téléphoniques sur le front, à Paris et à Chaumont (Haute-Marne). Elles travaillent également sur les centraux téléphoniques du quartier général de la 1re armée à Ligny-en-Barrois, à environ 8 km au sud de Saint-Mihiel, puis pendant l'offensive Meuse-Argonne.
Après son retour à la vie civile, Grace Banker et les membres de son équipe sont considérées comme des citoyennes engagées volontaires et ne sont initialement pas reconnues comme membres de l'armée. En 1919, Grace Banker est finalement honorée de la Distinguished Service Medal pour ses services au sein du quartier général de la 1re armée pendant les offensives de Saint-Mihiel et de la Meuse-Argonne, avec une mention élogieuse.

## Biographie

### Origines, formation et recrutement

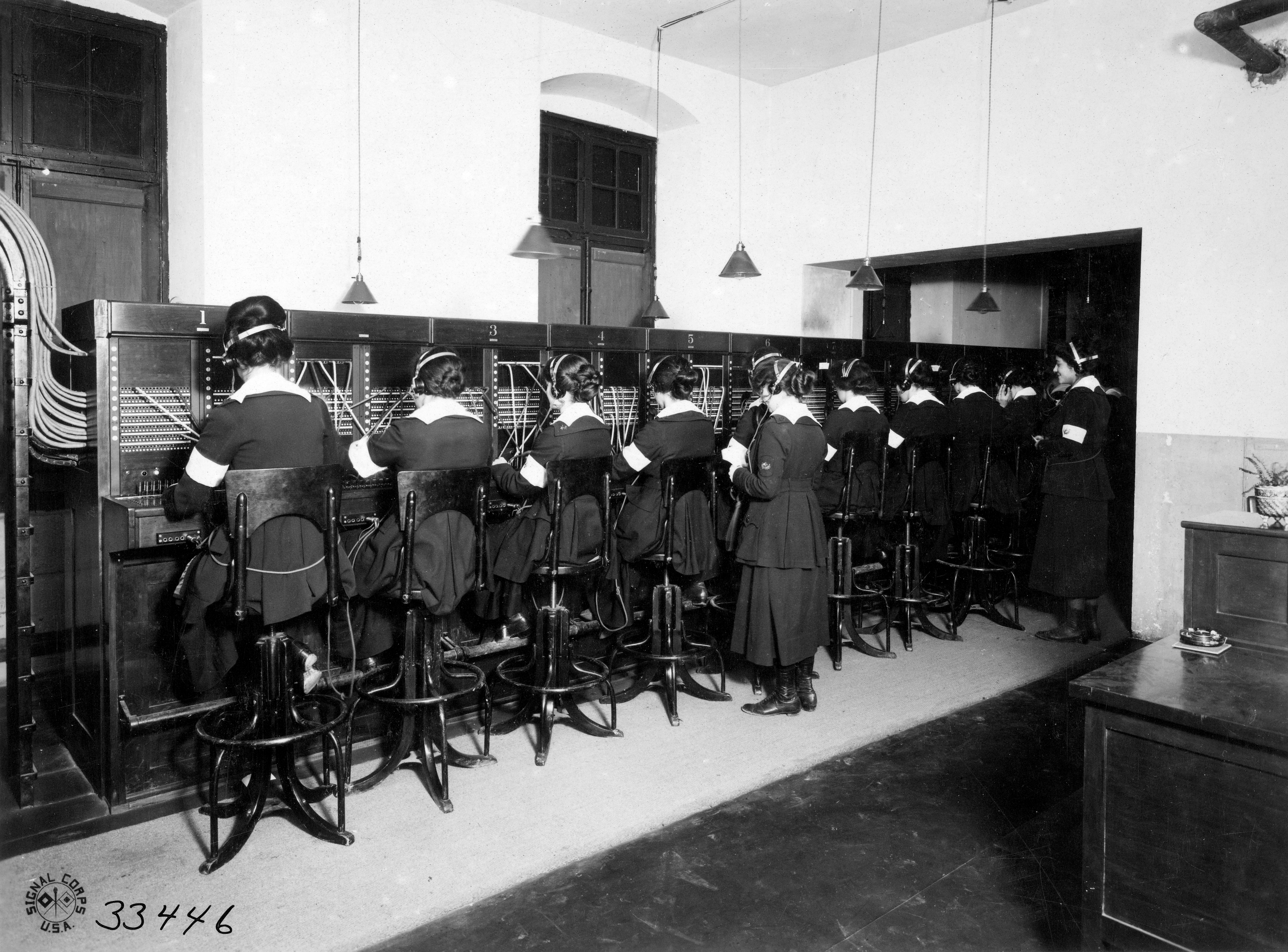
Hello Girls à Chaumont (France), pendant la Première Guerre mondiale.

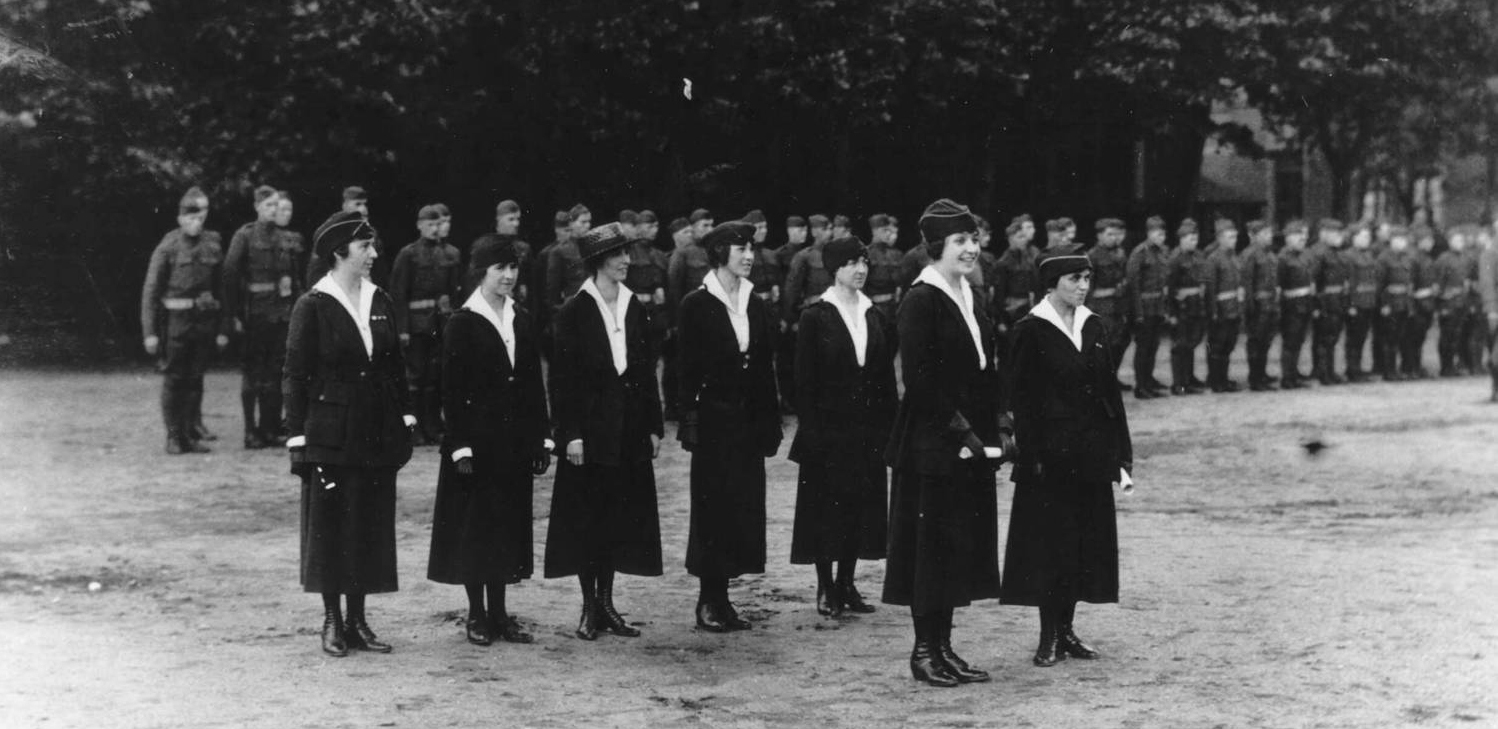
Décoration des opératrices téléphoniques en 1919. Grace D. Banker est au deuxième rang, à gauche.

Grace Banker naît à Passaic (New Jersey), en 1892. Après avoir obtenu son diplôme du Barnard College, elle rejoint l'American Telephone and Telegraph Company (AT&T), où elle travaille comme formatrice au standard téléphonique,. Pendant la Première Guerre mondiale, elle est choisie pour diriger une équipe de trente-trois téléphonistes de l'unité téléphonique n°1, chargée des opérations téléphoniques, et affectée au service militaire en France. Ce groupe de femmes reçoit le surnom populaire de « Hello Girls ».

### Pendant la Première Guerre mondiale
Elle quitte le New Jersey avec son équipe le 6 mars 1918 pour prendre ses fonctions d'opératrice en chef au quartier général de la 1re armée à Paris. Après son arrivée en Angleterre avec son équipe, le groupe traverse la Manche en ferry. Cependant, le mauvais temps, sous forme d'un épais brouillard, empêche le ferry d'atteindre les côtes françaises et doit mouiller à quelques milles de là pour attendre une meilleure météo. Cette situation fait du navire une cible facile pour les bombardements allemands (à cette époque, un navire sur quatre avait subi un bombardement), et les membres de l'équipe restent prêtes à évacuer le navire dans un bref délai. Le groupe de femmes reste donc sur le pont, à l'air libre, pendant 48 heures d'affilée. Cette situation ne décourage ni Grace Banker, ni son groupe, et, comme la première le racontera plus tard : « Quelles sportives étaient les filles de cette Première Unité ! Elles prenaient tout avec philosophie. C'étaient des pionnières ».
À leur arrivée à Paris, Grace Banker et son équipe sont affectées au quartier général de la Section avancée à Chaumont (Haute-Marne), alors quartier général du général John Pershing. Cinq mois plus tard, Grace Banker est appelée pour rejoindre le front, au quartier général de la 1re armée à Ligny-en-Barrois, au sud de Saint-Mihiel. Le 25 août 1918, elle part avec seulement cinq opératrices pour l'aider. Elle choisit ses collègues les plus compétentes : Suzanne Prevot, Esther Fresnel, Helen Hill, Berthe Hunt et Marie Lange. Équipées de masques à gaz et de casques, ces femmes opèrent depuis des tranchées, où le danger est réel ; celles qui ne sont pas sélectionnées se sentent toutefois exclues.
Lors des opérations offensives à Saint-Mihiel, malgré les bombardements d'artillerie, Grace Banker et son équipe gèrent les standards téléphoniques. Lorsque le quartier général de la 1re armée est transféré à Bar-le-Duc en septembre, Grace Banker et ses opératrices doivent travailler dans un lieu fortement endommagé. Elles s'activent malgré les bombardements intensifs des avions allemands, mais aucune membre de l'équipe n'est blessée. Elles travaillent dans des conditions climatiques extrêmes, sans chauffage, et leurs baraquements fuient, avant d'être ravagés, rendant les conditions encore plus difficiles.

### Après la guerre
Après l'armistice du 11 novembre 1918, les combats cessent. Grace Banker et son groupe reçoivent alors l'ordre de rentrer à Paris. Dans la capitale française, Grace Banker est d'abord affectée à la résidence temporaire du président Woodrow Wilson. Ne trouvant pas ce travail passionnant comparé à son activité sur le front, elle accepte une offre d'affectation dans l'armée d'occupation à Coblence, en Allemagne ; elle y reçoit la Distinguished Service Medal.
Après avoir travaillé vingt mois au front, Grace Banker et le reste de son équipe rentrent aux États-Unis en septembre 1919. Le général Edgar Russel, officier en chef des transmissions de l'AEF, vante leur service comme « indispensable ». Se remémorant son expérience de chef opératrice pendant la guerre, Grace Banker note avec humour qu'« un après-midi au standard téléphonique ressemblait parfois à une scène d'Alice au pays des merveilles, où seuls les initiés pouvaient comprendre le déroulement des événements ». Elle souligne également l'aspect confidentiel de sa mission, lorsqu'un officier du renseignement la teste sur sa capacité à garder un secret, celui de son affectation hors de l'unité. À propos de son travail au front, elle déclare que « le secret entourant les opérations lui conférait une aura romantique et le distinguait du travail civil ». De retour du front avec son équipe, elle se souvient : « La 1re armée, son code de loyauté et son travail acharné nous manquaient. Nous étions de retour aux petites querelles de la vie civile, où même les chefs opérateurs piquaient des crises de colère et où les épouses de civils attachés à la conférence de la paix se répandaient dans tout Paris à bord de voitures militaires ».
Après la guerre, à leur retour, Grace Banker et son équipe sont traitées comme des citoyennes engagées volontaires et non reconnues comme militaires. Elles ne reçoivent ni « démobilisation officielle, ni même certificat de service ». D'après sa pierre tombale, Grace Banker meurt en 1960 à Scarsdale, dans l'État de New York. En 1977, le Congrès adopte une loi reconnaissant Grace Banker et son groupe comme des « anciens combattants ».
Grace Banker épouse Eugene Hiram Paddock, un ingénieur civil, en mai 1922. Elle est enterrée avec son mari au cimetière de Green-Wood de Brooklyn, à New York.

## Hommage
Le 22 mai 1919, par l'ordonnance gouvernementale n°70,, Grace Banker reçoit la Distinguished Service Medal pour ses services au sein du quartier général de la 1re armée pendant les offensives de Saint-Mihiel et de la Meuse-Argonne, avec la mention élogieuse suivante : « Pour ses capacités exceptionnelles... [et] son dévouement infatigable à ses tâches exigeantes dans des conditions difficiles... pour assurer le succès du service téléphonique pendant les opérations de la 1re armée ».